# Operational Intelligence Centre

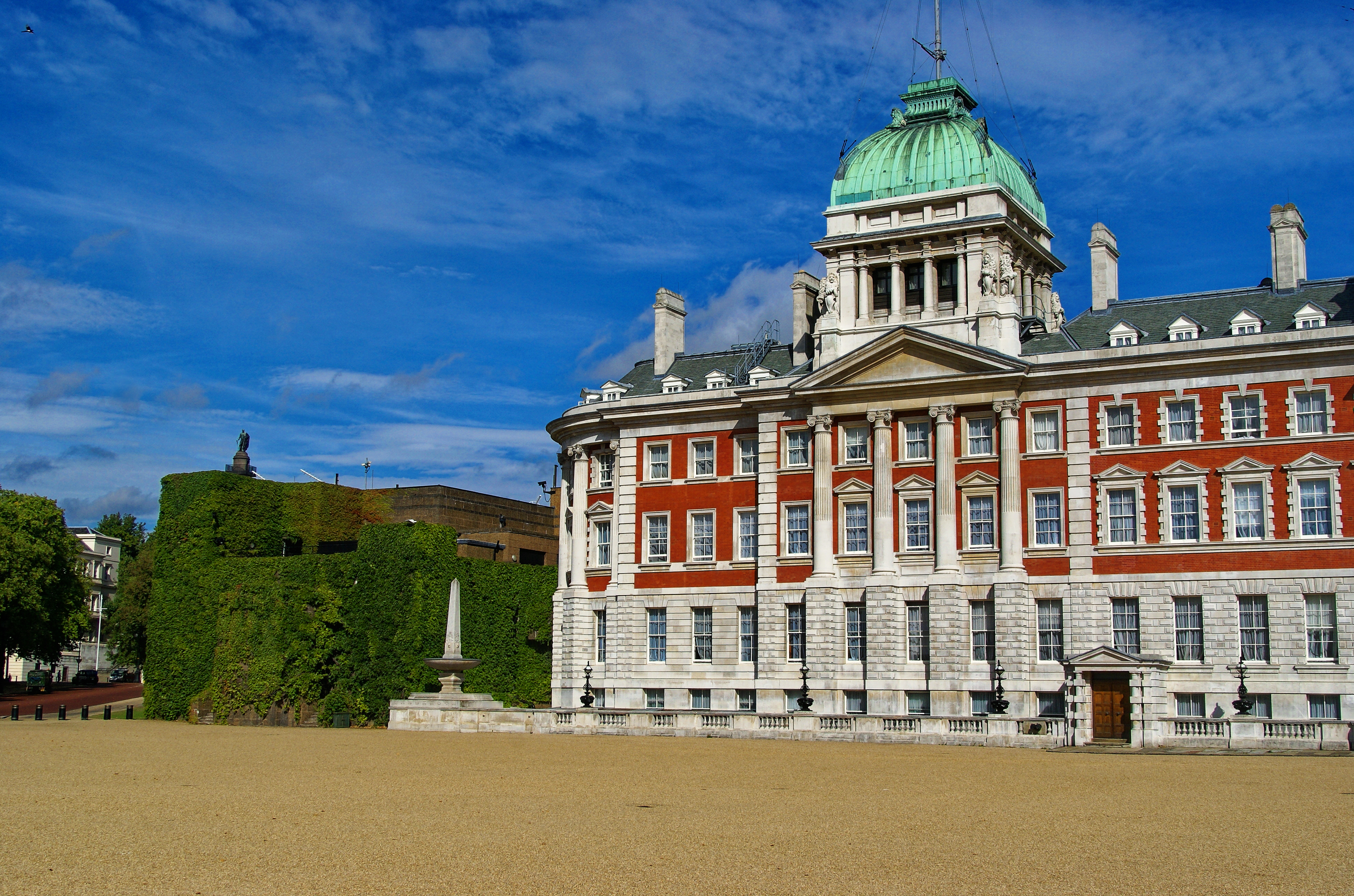
Das inzwischen mit Efeu bewachsene Bunkergebäude „Zitadelle“ links neben dem Old Admiralty Building (2009).

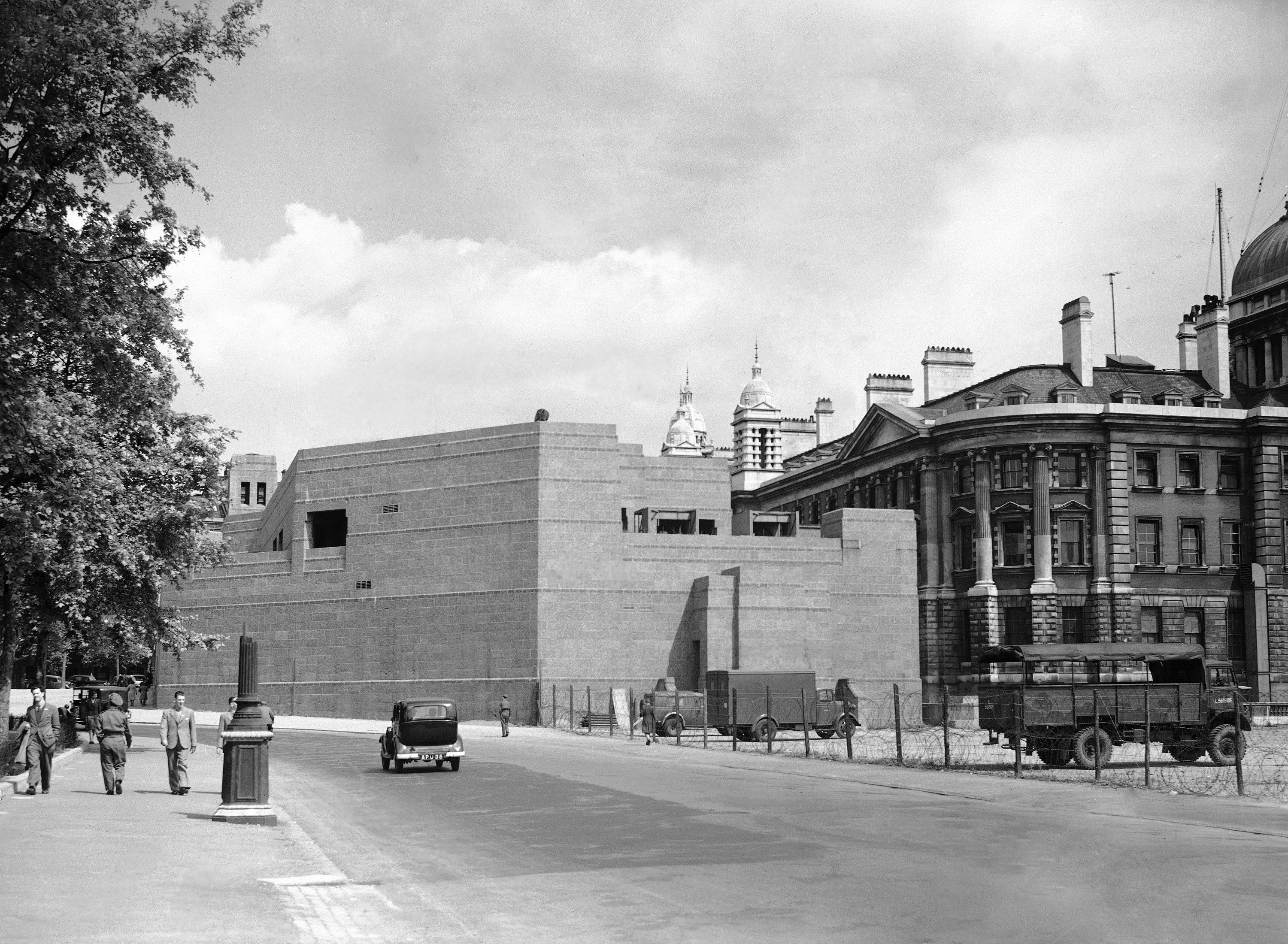
Die „Zitadelle“ mit dem noch nackten Beton kurz nach dem Zweiten Weltkrieg (Juni 1945).

Das Operational Intelligence Centre (OIC) (deutsch etwa: „Operative Aufklärungszentrale“), genauer das Admiralty’s Operational Intelligence Centre, war die Zentralstelle für Fernmeldeaufklärung der britischen Admiralität, also der obersten Verwaltungsbehörde der Royal Navy. Sitz war die sogenannte „Zitadelle“ (Bild), unmittelbar links neben dem Old Admiralty Building, dem Admiralitätsgebäude im Herzen Londons.
Das OIC war das Nervenzentrum und die Schaltzentrale der britischen Admiralität im Zweiten Weltkrieg. Hier wurden die aus diversen Quellen gesammelten nachrichtendienstlichen Informationen aus aller Welt zentral gesammelt, analysiert und bewertet. Damit erlangte man Erkenntnisse über die Lage und die möglichen Absichten der gegnerischen Streitkräfte, insbesondere der deutschen Kriegsmarine.
Dazu gehörte die Auswertung der im englischen Bletchley Park (B.P.) entzifferten deutschen Funksprüche, die in der Regel mithilfe der Rotor-Chiffriermaschine Enigma verschlüsselt worden waren. Während das eigentliche Brechen der Geheimtexte dort in Hut 8 („Baracke 8“) geschah, wurde die anschließende Interpretation und Einordnung der Texte sowie deren Übersetzung beziehungsweise Zusammenfassung in der benachbarten Hut 4 („Baracke 4“) erledigt. Von dort erhielten einige militärische Dienststellen zusammenfassende Informationen, was beispielsweise im wichtigen Kampf gegen die deutsche U-Boot-Bedrohung sehr hilfreich war. Dabei wurde stets darauf geachtet, diese Erkenntnisse so umzuformulieren und zu tarnen, dass ein Rückschluss auf die Entzifferung von Enigma-Funksprüchen nicht möglich war, denn es war entscheidend wichtig, dieses „Enigma-Geheimnis“ zu wahren.
Eine der wenigen Ausnahmen war hier das OIC, das stets auch die original entzifferten Funksprüche im deutschen Wortlaut erhielt. In Verbindung mit weiteren Informationen, wie aus Radarbeobachtungen, Funkpeilungen, Sichtmeldungen, Agentennachrichten und Meldungen von alliierten Kräften gelang es damit, ein umfassendes und detailliertes sowie häufig sehr präzises Lagebild zu erhalten. Darauf basierend, versuchte man im sogenannten U‑boat tracking room („U-Boot-Verfolgungsraum“), die Absichten der deutschen Marineführung vorherzusehen und nach Möglichkeit die Gedanken des deutschen Befehlshabers der U-Boote (BdU) zu erahnen und seine zukünftigen Handlungen zu prognostizieren. Entscheidend dabei war die schnelle Reaktion und Anpassung auf die sich immer wieder ändernden Verhältnisse.